# Броштени (Јаломица)
Броштени (рум. Broșteni) насеље је у Румунији у округу Јаломица у општини Јон Роата. Oпштина се налази на надморској висини од 51 m.

## Становништво
Према подацима из 2002. године у насељу је живело 1442 становника, од којих су сви румунске националности.